# Sergio Lo Giudice
Sergio Lo Giudice (Messina, 29 marzo 1961) è un politico italiano, attivista per i diritti LGBT.

## Biografia
Sergio Lo Giudice nasce a Messina il 29 marzo 1961. Nel 1969 si iscrive all'AGESCI, dove rimane fino al 1977. Nel 1979 consegue la maturità classica presso il Liceo Maurolico di Messina. Intanto studia flauto traverso e sax tenore al conservatorio. Quindi si iscrive all'Università degli Studi di Messina, laureandosi in Filosofia nel 1984 con una tesi su Metropoli e modernità in Walter Benjamin. Il giorno dopo parte per Bologna, dove continua a suonare il sax ed inizia ad insegnare lettere nelle scuole medie.
Nel 1987 consegue l'abilitazione all'insegnamento di filosofia e scienze dell'educazione. Nella scuola media rimarrà fino al 1995, maturando, fra l'altro, esperienze nel campo dell'educazione degli adulti, dell'insegnamento nelle carceri e dell'integrazione culturale e sociale degli stranieri. Nel 1993 viene eletto nel Consiglio del Quartiere San Vitale. Dal 1993 al 1998 è presidente del circolo omosessuale "Cassero".
Nel 1995 organizza il Gay and Lesbian Pride nazionale a Bologna, diventa docente di filosofia e storia nei licei ed è rieletto nel Quartiere San Vitale, di cui diventerà responsabile della cultura e poi vice presidente. Nel 1996 entra nella Segreteria nazionale Arcigay come responsabile delle politiche AIDS e dell'organizzazione politica. Nel 1997 è eletto portavoce nazionale del Coordinamento Omosessuali PDS e riesce a fare inserire nello statuto del partito la libertà di orientamento sessuale.
È stato presidente nazionale di Arcigay dal 1998 al 13 maggio 2007 (diventandone poi Presidente Onorario).
Nell'aprile 1998 fonda Alètheia - Coordinamento nazionale degli insegnanti omosessuali. In maggio il suo nome è fra i candidati finali al premio Bravoprof 1998, indetto dal Coordinamento ex alunni bolognesi. Il 7 giugno del 1998 è eletto all'unanimità presidente nazionale di Arcigay. L'anno successivo organizza la manifestazione nazionale sulle Unioni civili di Como, scrive la presentazione del manuale L'offesa peggiore - L'atteggiamento verso l'omosessualità di Luca Pietrantoni, (Ed. del Cerro, Pisa, 1999), ed entra nella direzione nazionale di Società laica e plurale. A partire dal 2000 promuove i primi progetti europei di Arcigay contro le discriminazioni: Be Equal Be Different, Consultancy on Institutional Discriminations, poi seguiti da QuBa e Triangle.
Nel febbraio 2002 è rieletto all'unanimità presidente nazionale di Arcigay al decimo Congresso nazionale di Riccione.
È padre di due bambini, Luca e Alice.

### Attività politica
Nel giugno 2002, a seguito delle elezioni amministrative, entra a far parte del Consiglio comunale di Bologna, nelle liste dei Democratici di Sinistra. In luglio partecipa, in Finlandia, al corso di formazione per insegnanti del progetto europeo GLEE, sul tema della creazione di una scuola accogliente per gli studenti LGBT. Sullo stesso tema promuove nella sua scuola, il Liceo Copernico, il progetto Differenti ma uguali e, nel 2003, il progetto europeo Towards an Inclusive School.
Dal 2002 al 2003 fa parte della Consulta Nazionale AIDS presso il Ministero della Salute. Suoi interventi sono apparsi su alcuni dei più importanti quotidiani italiani, oltre che sulle principali testate gay. Ha partecipato come ospite a diverse trasmissioni televisive fra cui Otto e mezzo, Racconti di vita, Ballarò. Nel marzo del 2004 il Financial Times gli ha dedicato un ritratto come uno dei "nuovi europei di talento" che "stanno costruendo la nuova Europa".
Nel giugno dello stesso anno è stato rieletto consigliere comunale con 702 voti di preferenza nella lista DS. Nel marzo 2005 l'undicesimo congresso nazionale Arcigay lo ha eletto all'unanimità, per la terza volta, presidente dell'associazione, carica che ha ricoperto fino al 12º Congresso nazionale dell'associazione che, il 13 maggio 2007, gli ha attribuito il titolo di Presidente onorario. Nel 2007 aderisce al Partito Democratico, dove si fa promotore di istanze di laicità.
Nel marzo 2008 la Ministra Barbara Pollastrini lo nomina Presidente della Commissione per i diritti e le pari opportunità per lesbiche, gay, bisessuali e transgender, presso la Presidenza del Consiglio dei ministri – Dipartimento per i diritti e le pari opportunità. Nel 2009 e nel 2011 viene rieletto consigliere comunale di Bologna nella lista del PD, di cui è anche capogruppo in Consiglio Comunale. Il 27 agosto 2011 si sposa ad Oslo, con rito civile, col suo compagno Michele Giarratano, annunciando di voler intraprendere le azioni legali necessarie per ottenere il riconoscimento dell'unione anche in Italia. Nel dicembre 2012 è arrivato settimo tra i quattordici candidati alle elezioni primarie bolognesi del PD per la scelta dei candidati al Parlamento, risultando l'unico candidato omosessuale del partito in tutta Italia a raggiungere un risultato utile all'elezione.

#### Elezione a senatore
Alle elezioni politiche del 2013 viene eletto al Senato della Repubblica, nelle liste del Partito Democratico nella circoscrizione Emilia-Romagna.
In Senato entra a far parte della Commissione giustizia e della Commissione diritti umani. É primo firmatario di disegni di legge sui diritti delle persone LGBTI, dei detenuti, delle persone disabili, degli immigrati; sulla trasmissione del cognome della madre ai figli, sul reato di depistaggio, sulla depenalizzazione del consumo di droghe. È stato in prima linea per l'approvazione della legge 76/2016 sulle unioni civili. È stato nominato relatore in Senato sul disegno di legge 2223 sulla ratifica di convenzioni internazionali sul contrasto al terrorismo e sul ddl 1628 sulla possibilità di trasmissione ai figli del cognome materno.
Dall'ottobre 2015 è portavoce nazionale di Rete Dem, area di minoranza di sinistra nel PD che fa riferimento ad Andrea Orlando. Nel 2016 entra a far parte della direzione nazionale del PD.
Non è più ricandidato alle elezioni politiche del 2018, in quanto escluso dalle liste del Partito Democratico.

#### Scontro sulla maternità surrogata
Dopo essere ricorso con il marito alla maternità surrogata negli Stati Uniti d'America, nel maggio 2014 è divenuto padre di un bambino, del quale Giarratano è padre biologico. Sebbene la legge statunitense riconosca la responsabilità genitoriale anche al padre adottivo (in questo caso, Sergio Lo Giudice), ciò non è invece riconosciuto dalla legge italiana.
Durante il dibattito sul ddl Cirinnà, il senatore Maurizio Gasparri lo ha accusato di aver comprato il bambino, scatenando la reazione del Partito Democratico in difesa del senatore Lo Giudice.